# Kruszewiec (Varmie-Mazurie)
Pour les articles homonymes, voir Kruszewiec.
Kruszewiec (en allemand, jusqu'en 1946: Krausendorf) est un village de Pologne dans la voïvodie de Varmie-Mazurie.

## Histoire
Le village a été fondé sous le nom de Krausendorf par les chevaliers teutoniques, sous le magistère de Konrad von Erlichshausen en 1444. Ce dernier permet à Niklis Krause (ou Crowse) de faire bâtir un village.
Krausendorf sert de camp militaire pour l'état-major de la Wolfsschanze à la fin de la Seconde Guerre mondiale. De 1818 à 1945, Krausendorf fait partie de l'arrondissement de Rastenburg (de) dans le district de Königsberg de la province de Prusse-Orientale. L'Armée rouge investit Krausendorf en janvier 1945, dont tous les habitants fuient. Il est renommé Kruszewiec l'année suivante et peuplé de nouveaux Polonais réfugiés de l'est, alors qu'il entre dans la république populaire de Pologne.